# مایکل والش
مایکل والش (انگلیسی: Michael Walsh; ۱۰ ژوئن ۱۹۲۷ – ۱۳ اکتبر ۲۰۱۵) فرد نظامی اهل بریتانیا بود. وی برندهٔ جوایزی همچون نشان حمام و نشان امپراتوری بریتانیا شده‌است.
او افسر ارتش بریتانیا بود. او از سال ۱۹۸۲ تا ۱۹۸۸ رئیس انجمن پیشاهنگان بود.